# August Bebel
Ferdinand August Bebel (22. únor 1840, Deutz, Pruské království – 13. srpen 1913, Passugg, Švýcarsko) byl německý politik, spisovatel a marxistický filosof.

## Životopis
Začínal jako prostý dělník. Zpočátku se angažoval v katolických dělnických spolcích a bojoval proti socialismu. Pak ho však do řad levice přivedly texty Ferdinanda Lassalla a osobní vliv Wilhelma Liebknechta.
Byl zakladatelem a třetím předsedou Sociálnědemokratické strany Německa (v letech 1892–1913). Jako poslanec severoněmeckého parlamentu a posléze Reichstagu proslul svým odporem proti prusko-francouzské válce, obsazení Alsasko-Lotrinska (za což byl též několik měsíců vězněn) i proti německé koloniální politice v Africe, kterou označoval za bestiální.
Jako jeden z prvních upozorňoval na nebezpečí německého rasismu a antisemitismu (je mu mimo jiné připisován výrok, „že antisemitismus je socialismem bláznů“ – „Der Antisemitismus ist der Sozialismus der dummen Kerle“). Byl též originálním feministickým autorem, ve své knize Die Frau und der Sozialismus zaútočil na institut manželství. V Berlíně je po něm dnes pojmenováno náměstí Bebelplatz.

## Vybraná bibliografie
- Die Frau und der Sozialismus (1879)
- Unsere Ziele. Eine Streitschrift gegen die Demokratische Correspondenz (1870))
- Christentum und Sozialismus. Eine religiöse Polemik zwischen Herrn Kaplan Hohoff in Hüffe und dem Verfasser der Schrift: Die parlamentarische Tätigkeit des deutschen Reichstages und der Landtage und die Sozialdemokratie.) (1874)
- Leipziger Hochverratsprozess. Ausführlicher Bericht über die Verhandlungen des Schwurgerichts zu Leipzig in dem Prozeß gegen Liebknecht, Bebel und Hepner wegen Vorbereitung zum Hochverrat vom 11.–26. März 1872 (1874)
- Der deutsche Bauernkrieg mit Berücksichtigung der hauptsächlichen sozialen Bewegungen des Mittelalters (1876)
- Die Entwicklung Frankreichs vom 16. bis gegen Ende des 18. Jahrhunderts. Eine kulturgeschichtliche Skizze (1878)
- Wie unsere Weber leben. Private Enquete über die Lage der Weber in Sachsen (1879)
- Charles Fourier. Sein Leben und seine Theorien (1888)
- Die Sonntagsarbeit. Auszug aus den Ergebnissen der Erhebung über die Beschäftigung gewerblicher Arbeiter an Sonn- und Feiertagen nebst kritischer Bemerkungen (1888)
- Zur Lage der Arbeiter in den Bäckereien (1890)
- Die mohammedanisch-arabische Kulturperiode (1884)
- Aus meinem Leben (1910)
- Die moderne Kultur ist eine antichristliche